# Tessuto cartilagineo ialino
La cartilagine ialina è il tipo di tessuto cartilagineo più diffuso nell'organismo.
Rappresenta la prima bozza di scheletro nei vertebrati (viene in seguito sostituito dal tessuto osseo ad eccezione che nei pesci cartilaginei); nei mammiferi adulti la cartilagine ialina riveste le superficie delle articolazioni (da non confondere con i menischi, di cartilagine fibrosa), costituisce il tratto che unisce le coste allo sterno (cartilagine costale), parte dello scheletro del naso e della laringe, gli anelli della trachea.
La matrice (o sostanza intercellulare) della cartilagine ialina è amorfa e ricca di fibre di collagene e proteoglicani, che ne costituiscono la sostanza fondamentale; quasi assenti le fibre elastiche.
I condrociti (cellule che compongono la cartilagine) sono isolati nella matrice, accolti in cavità della matrice intercellulare chiamate "lacune" o disposti in piccoli gruppi, originati dalla divisione di una singola cellula, detti gruppi isogeni. In fasi molto intense di proliferazione dei condroblasti (precursori dei condrociti), le lacune possono contenere anche più di un condrocita.
La cartilagine ialina è ricoperta da pericondrio, uno strato di tessuto connettivo fibroso che le fornisce nutrimento. Al di sotto, essa si suddivide in tre zone:
- zona tangenziale, costituita da condrociti ovali isolati;
- zona intermedia, costituita da condrociti globosi isolati;
- zona centrale, costituita da condrociti globosi raccolti in gruppi isogeni.

La crescita della cartilagine può avvenire secondo due differenti modalità:
- accrescimento interstiziale: le cellule figlie derivano dalla divisione di un condroblasto contenuto in una lacuna. Si vengono a formare i gruppi isogeni composti da cellule differenziate terminali, dette condrociti, che producono nuova matrice all'interno della lacuna. La cartilagine aumenta quindi di dimensione all'interno, nella zona centrale.
- accrescimento per apposizione: cellule condroprogenitrici del pericondrio si dividono in due cellule figlie. Una differenzia in un condroblasto ovale, che diventa poi globoso, iniziando a secernere nuova matrice. La crescita avviene quindi a livello della zona tangenziale e del pericondrio che viene spostato verso l'esterno.